# 縞瑪瑙 (加利福尼亞州)
縞瑪瑙（英語：Onyx）是位於美國加利福尼亞州克恩縣的一個人口普查指定地區。

## 地理
縞瑪瑙的座標為35°41′25″N 118°13′14″W / 35.69028°N 118.22056°W，而該地最高點為海拔高度842米（即2795英尺）。

## 人口
根據2010年美國人口普查的數據，縞瑪瑙的面積為29.860平方千米，當中陸地面積為29.658平方千米，而水域面積為0.202平方千米。當地共有人口475人，而人口密度為每平方千米15人。